# JkDefrag
JkDefrag je defragmentační utilita pro Windows, a je to první open source defragmentační projekt vůbec.[zdroj?] Jeho autorem je Jeroen Kessels, který jej začal tvořit v roce 2004 pod licencí GNU General Public License. V roce 2008 byl program přejmenován na MyDefrag a jeho zdrojový kód byl uzavřen.

## Filozofie defragmentace
JkDefrag rozděluje soubory do tří zón:
- Adresáře (zóna 1)
- Často používané soubory (zóna 2)
- Velké a málo používané soubory nazývané v dokumentaci SpaceHog (zóna 3)

Soubory a adresáře, které neleží ve své zóně jsou přesunuty do své zóny. Adresáře jsou nejvíc používaná data na disku, proto je zóna 1 umístěna na začátek disku. Zónu 1 následuje volné místo pro adresáře vytvořené v budoucnu a pro dočasné soubory (např. z internetových stránek). Dále začíná zóna 2, po ní další volný prostor, pak zóna 3 s velkými a málo používanými soubory jako archívy, soubory v koši, instalační soubory a další. Nakonec zbývá volné místo až do konce disku.

## Vlastnosti defragmentoru
- Plně automatický – nemá žádná tlačítka ani menu
- Verze pro příkazovou řádku (pro administrátory)
- Verze jako šetřič obrazovky, který po skončení může spustit jiný šetřič
- Verze knihovny DLL pro použití v jiných aplikacích
- Dostupné kompletní zdrojové kódy v C++ (Microsoft Visual C++ 2005)
- Spustitelné v operačních systémech Windows 2000, XP, XP x64, 2003 a Vista
- Podpora pro systémy souborů FAT a NTFS
- Používá systémové funkce (API), takže nehrozí poškození obsahu souborů